# Petra (město)
Petra (řecky πέτρα petra – skála, arabsky البتراء‎ – Al-Butrā) je skalní město a archeologické naleziště v Jordánsku. Od roku 1985 je zařazena na seznam světového kulturního a přírodního dědictví. Původně bylo nazýváno Rekem. Bibli je označováno jako Selá a Arabové mu dali jméno Mojžíšovo údolí.
Město původně vzniklo jako pohřebiště v dokonale krytém místě, kde se setkávají tři údolí (Vádí al-Araba). Město bylo založeno pravděpodobně mezi 3. stoletím př. n. l. a 1. stoletím n. l. V tuto dobu zde žili Nabatejci a Petra se stala hlavním městem jejich království. Všechny stavby byly vytesány do pískovce. Město dosáhlo největšího rozkvětu a významu kolem roku 62 př. n. l., kdy tu žilo kolem třiceti tisíc lidí. Petru opustili poslední obyvatelé po druhém ničivém zemětřesení v 6. století. Údolí upadalo postupně v zapomnění. Stala se tajemstvím místních beduínů, kteří existenci skalního města pečlivě skrývali před světem. Prvním Evropanem (od dob křižáckých výprav), jenž spatřil Královskou hrobku v Petře, byl roku 1812 švýcarský badatel a cestovatel Johann Ludwig Burckhardt, který cestoval ze Sýrie do Egypta v přestrojení za Araba.

## Poloha
Petra se nachází na jihu Jordánska přibližně tři hodiny cesty od Ammánu, dvě hodiny od Akaby a jednu a půl hodinu od Vádí Rum v údolí Vádí Musa. Místo je ukryté před okolním světem hradbou skal a leží v samotném srdci Šarských hor. Město vzniklo na křižovatce karavanních cest. Vede do něj jediná cesta procházející moderním městem Vádí Musa.

## Historie
Před devíti tisíci lety se v oblasti začaly objevovat první zemědělské osady. Po dalších tisíc let tudy procházelo mnoho nomádských kmenů, ale rozvoj oblasti přišel až rostoucí potřebou navázat kontakt s tehdejšími mocnostmi, kterými byly Egypt a Mezopotámie.
První zmínky o Petře pocházejí ze Starého zákona. Jedná se o vyprávění, jak Izraelité po čtyřiceti letech strávených na poušti přišli do Edómu. Legenda dále vypráví o tom, jak byl Mojžíš nucen Bohem vyprosit vodu ze skály pro Izraelity. Mojžíš na místo toho do skály udeřil holí a z onoho místa vytryskl pramen, který od té doby nese jméno Ain Musa. V bibli je Petra nazývána slovem Selá. Slovo je původem z hebrejštiny a označuje skálu nebo také kámen.

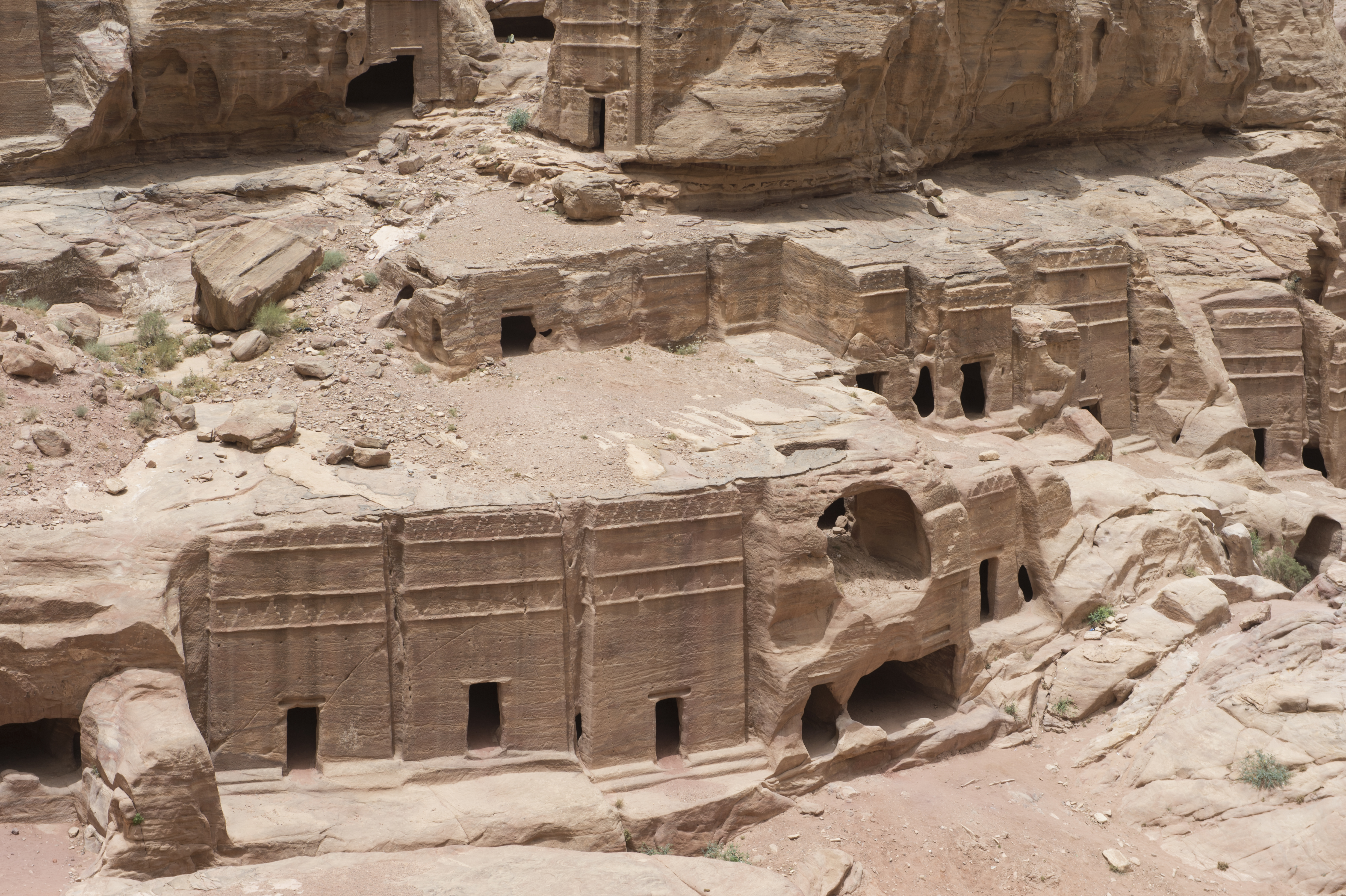
Fasádová ulice

Oblast osídlili ve druhé polovině 4. století př. n. l. Nabatejci, kteří zde vytvořili monarchii s hospodářstvím založeném na obchodu. Město bylo vybudováno ve výhodném terénu – ukryté v horách sloužilo jako útočiště a shromaždiště okolních kmenů. Petra obchodovala kvůli snadnému přístupu k Rudému moři s Arábií a Mezopotámií a také měla velmi dobrý přístup k syrským přístavům. To vše umožnilo zviditelnit vliv řecké kultury na její architekturu. Některé památky vytesané do skal během 1. století našeho letopočtu to potvrzují. Počet obyvatel v době jejího největšího rozkvětu se pohyboval mezi třiceti a čtyřiceti tisíci obyvatel, z nichž většinu tvořili obchodníci.

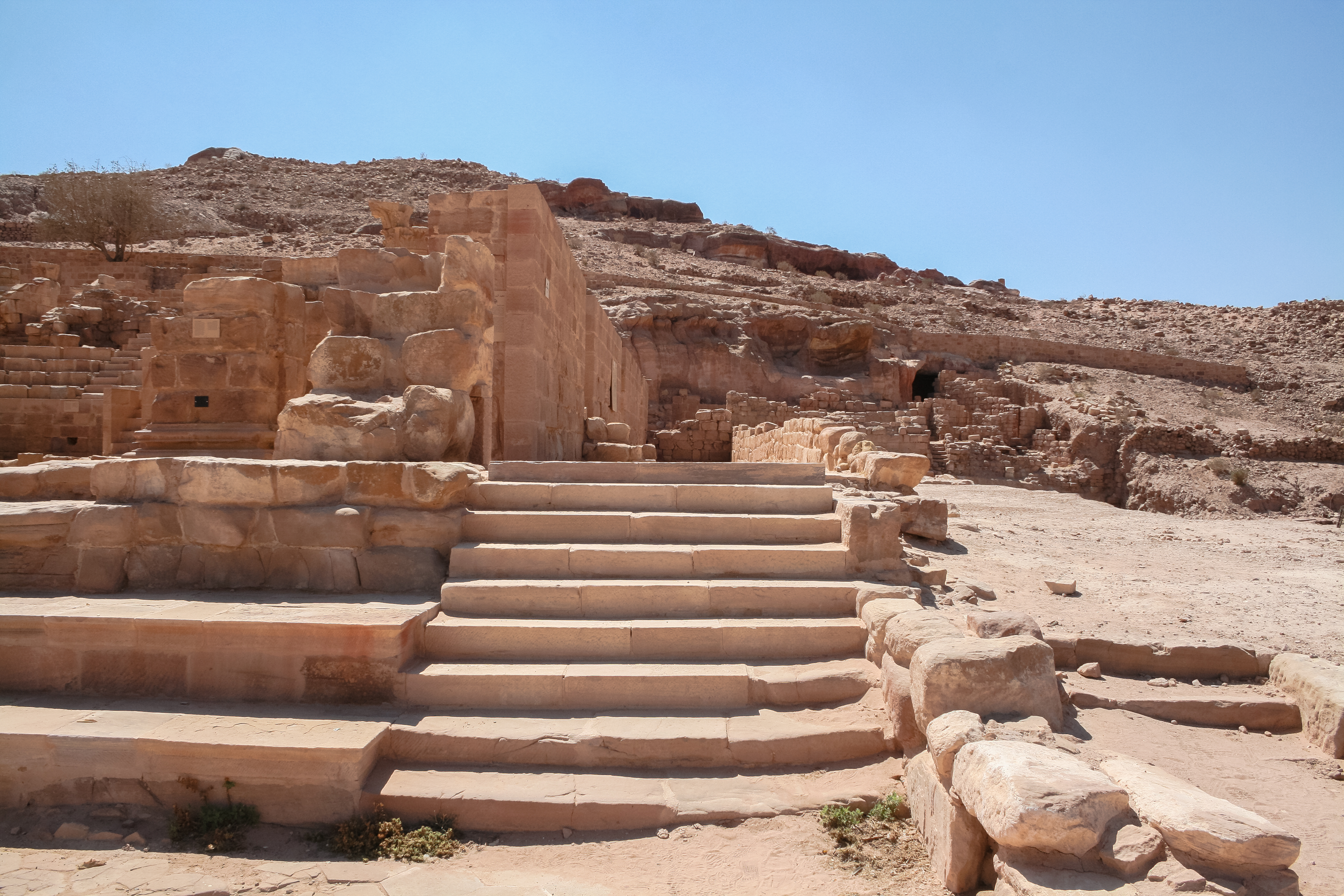
Velký chrám

V roce 106 obsadili Nabatejské království Římané a poté se oblast stala součástí římské provincie Arabia. Petra za římských dob vzkvétala. Bylo zde postaveno mnoho nových budov a přestavěny mnohé původní. Bylo rozšířeno divadlo, vydlážděna kolonádní ulice a v soutěsce Siq (Sík) postaven vítězný oblouk. Když císař Hadrianus v roce 131 město navštívil, změnil jeho název na Hadriana Petra.
Nabatejci byli potupně asimilováni romanizovanými a helenizovanými obyvateli, např. sňatky. Poté, co se křesťanství během 4. století rozšířilo ve východní části římské říše, vzniklo v Petře biskupství a byl tam postaven první kostel, dnešní Urnská hrobka. Jiný kostel označovaný jako červený byl vydlážděn barevnými mozaikami.

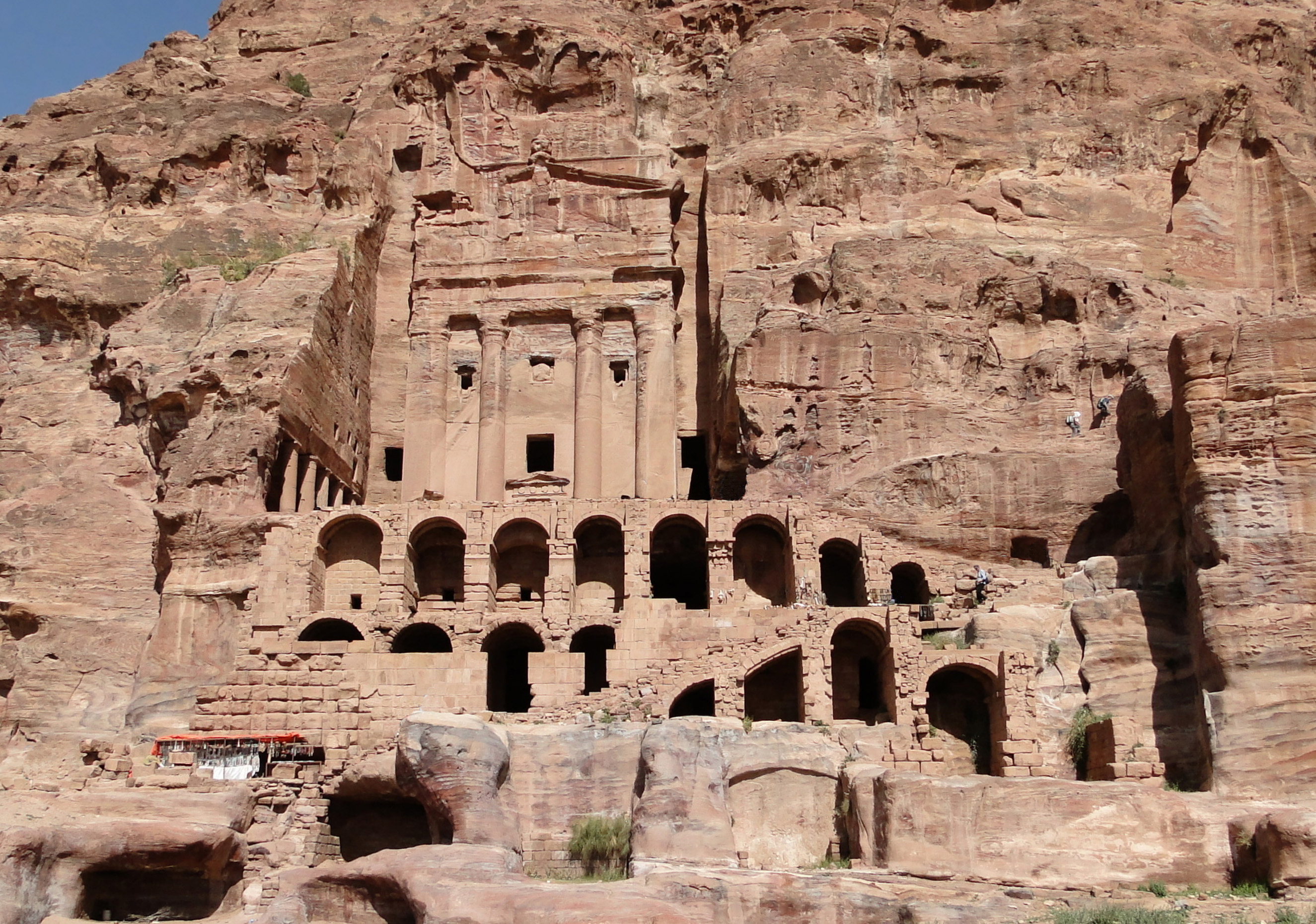
Urnská hrobka

Konec Petry nastal po roce 661. Poté, co muslimští Arabové dobyli na Východořímské říši celý Blízký a Střední východ, stal se roku 661 hlavním městem Ummájovského chalífátu Bagdád. To vedlo k odklonu obchodních tras od Petry, což spolu s řadou silných zemětřesení vedlo k úpadku a opuštění města. Ve 12. století, po vzniku Jeruzalémského království v roce 1099, postavili křižáci základnu v Petře pro svůj velký hrad v Šobaku (asi třicet kilometrů km od Petry). Ve 13.–15. století bylo místo využíváno pouze jako zastávka pro karavany.
Petra byla znovuobjevena 22. srpna 1812 švýcarským cestovatelem a objevitelem Johannem Ludwigem Burckhardtem, převlečeným za Araba. Kvůli nedůvěřivosti beduínů nemohl město prozkoumat. Později toto místo prozkoumal David Roberts, který proslul svými kresbami dalších oblastí například v Palestině, Egyptě, Jeruzalémě a v mnoha dalších.
Petra je turistickou atrakcí Jordánska. V roce 1985 byla zařazena na Seznam světového kulturního a přírodního dědictví UNESCO. Dne 7. července 2007 byla zařazena mezi nových sedm divů světa.
Petra je často využívaná jako kulisa filmů. Natáčely se v ní například filmy Indiana Jones a poslední křížová výprava (1989) nebo Transformers: Pomsta poražených (2009).

## Architektura

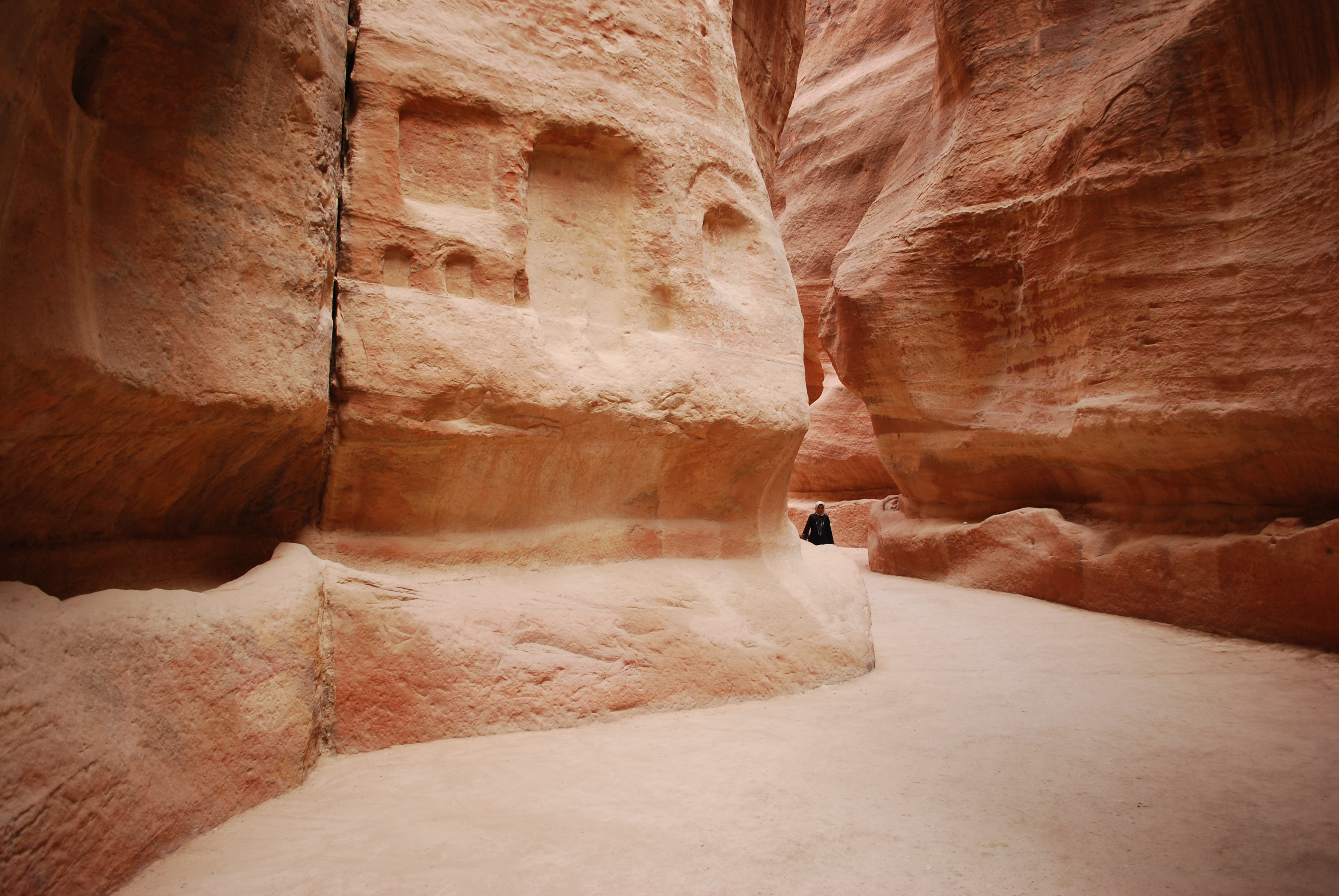
Soutěska Sík; po stranách jsou patrná torza kanálů pro svádění vody ze skal do města

Údolí, v němž se město nachází, má tvar amfiteátru. Od východu na západ má délku přibližně jeden kilometr a od severu k jihu půl kilometru. Skály, které město ukrývají, jsou vysoké kolem tři set metrů. Ve městě a na skalách se nacházely různé stavby.

### Sík
Sík je pojmenování soutěsky vedoucí do města. Je dlouhá přes jeden kilometr a široká kolem pěti metrů, ale v některých místech se výrazně zužuje. Stěny mají výšku přibližně dvě stě metrů. Na začátku se nachází most, který měl bránit zatopení vodou z Vádí Musa. V některých místech jsou viditelné vodní kanály, které sloužily jako přívod vody do města. V roce 1997 zde bylo odkryto při vykopávkách římské dláždění.

### Al-Khazneh

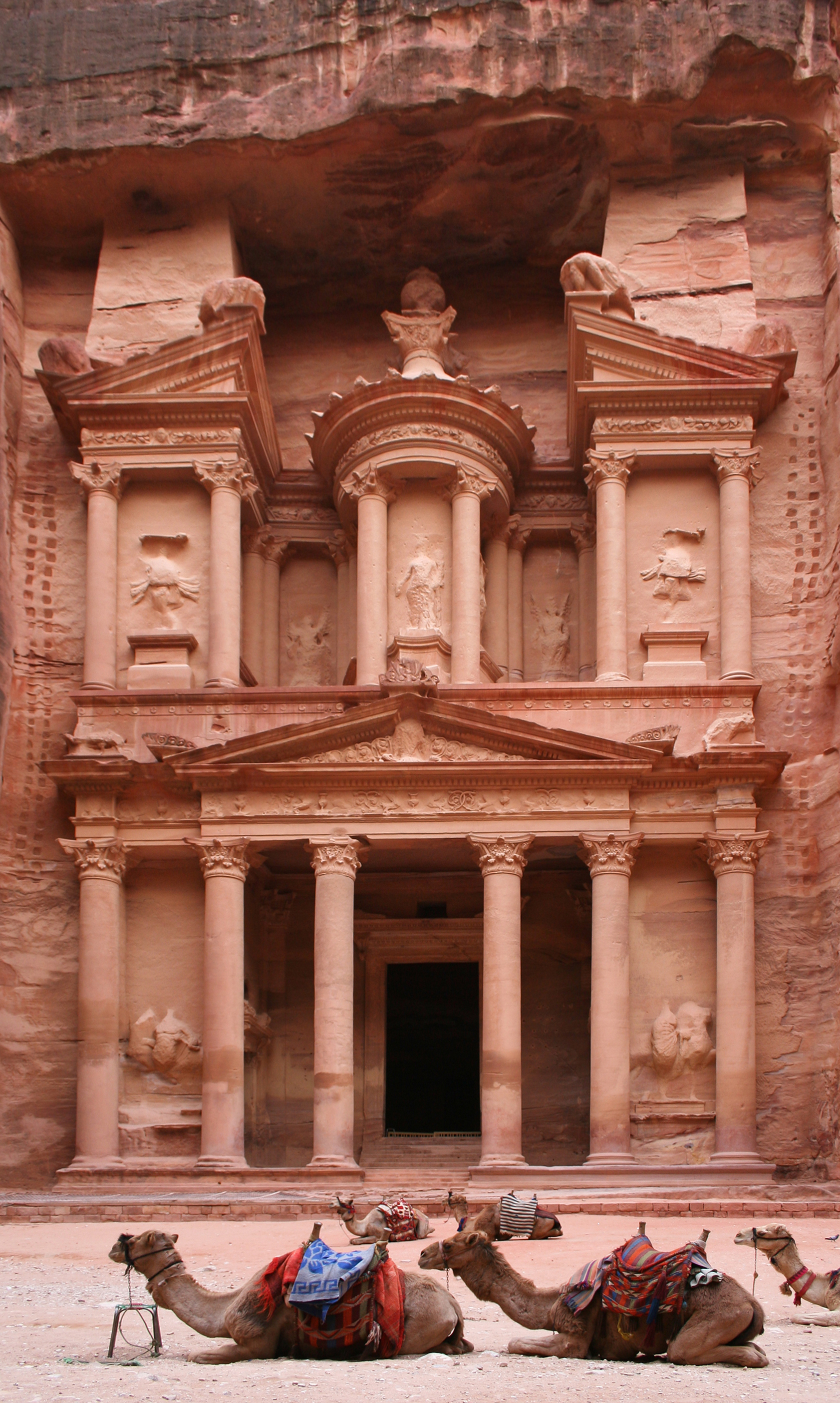
Al-Khazneh

Arabské jméno Al-Khazneh v překladu pokladnici. Místo se nachází u vyústění soutěsky Sík. Tzv. Pokladnice byla vytesána do železitého pískovce zřejmě mezi lety 100 před naším letopočtem a 200 našeho letopočtu. Průčelí na výšku měří 43 metrů a na šířku přibližně třicet metrů. Původně měla sloužit jako hrobka nabatejského krále Arety III. Stavba má velmi propracované detaily, které znázorňují některé božské postavy, například Diovy syny nebo bohyni Týché.
S pokladnicí se pojí legenda o pokladu umístěném jedním z egyptských faraonů do urny uprostřed horního patra průčelí. Někteří z místních lidí této pověsti uvěřili a ve snaze poklad získat, do urny stříleli nebo na ní házeli oštěpy. Původně hladkých povrchu urny je proto zvrásněn otvory po kulkách.

### Divadlo
První divadlo v Petře bylo před dva tisíci lety vytesáno do skály Nabatejci. Hlediště mělo 45 řad, ve kterých našlo místo 3 000 diváků. V průběhu času divadlo upravili Římané. Kvůli rozšíření pro 8 500 diváků zbourali několik hrobek v blízkosti. V roce 363 bylo divadlo poničeno zemětřesením, a některé jeho části použity pro výstavbu jiných staveb v Petře.

### Kolonádní ulice
Místo bylo postavené v roce 106 Římany. Tvoří centrum římského města a na jejím začátku se nachází kašna zasvěcená nymfám. Do tohoto místa byla sváděla voda vedená Síkem. Vedle kolonády se směrem k jihu nacházelo tržiště a na severní straně stával královský palác. Kolonáda končí branou, která dělí obchodní část města od části posvátné s chrámy.

### Ad-Dér
Tato stavba podobající se svým vzhledem pokladnici se v překladu nazývá klášter. Jeho výška je 45 a na šířku měří padesát metrů. Vytesán do skály byl přibližně v 1. století a původně měl sloužit jako hrobka. Označení klášter si získal podle křížů, které se nachází uvnitř stavby.

### Ostatní památky
V Petře se dále nachází:
- bloky džinů,

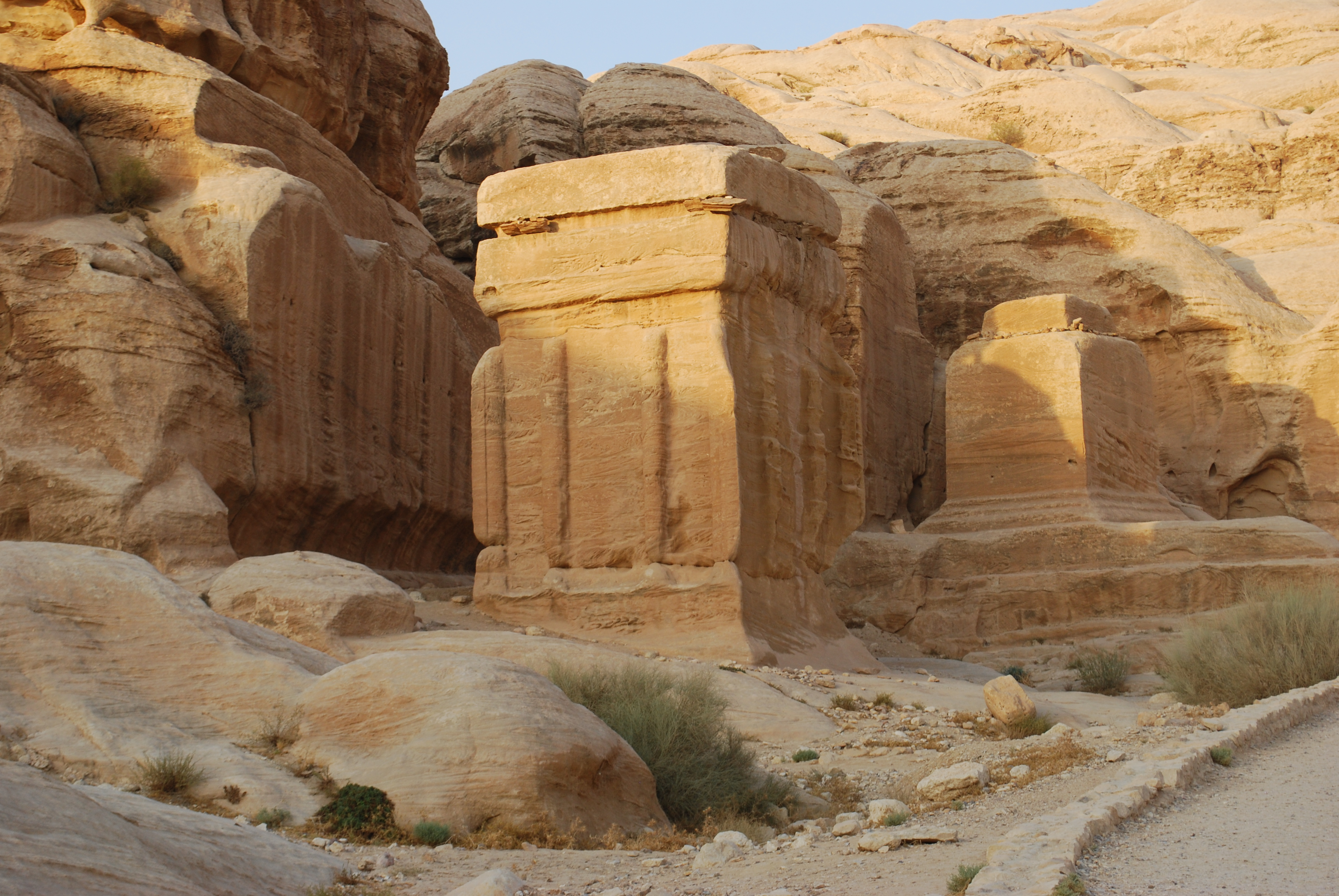
Bloky džinů

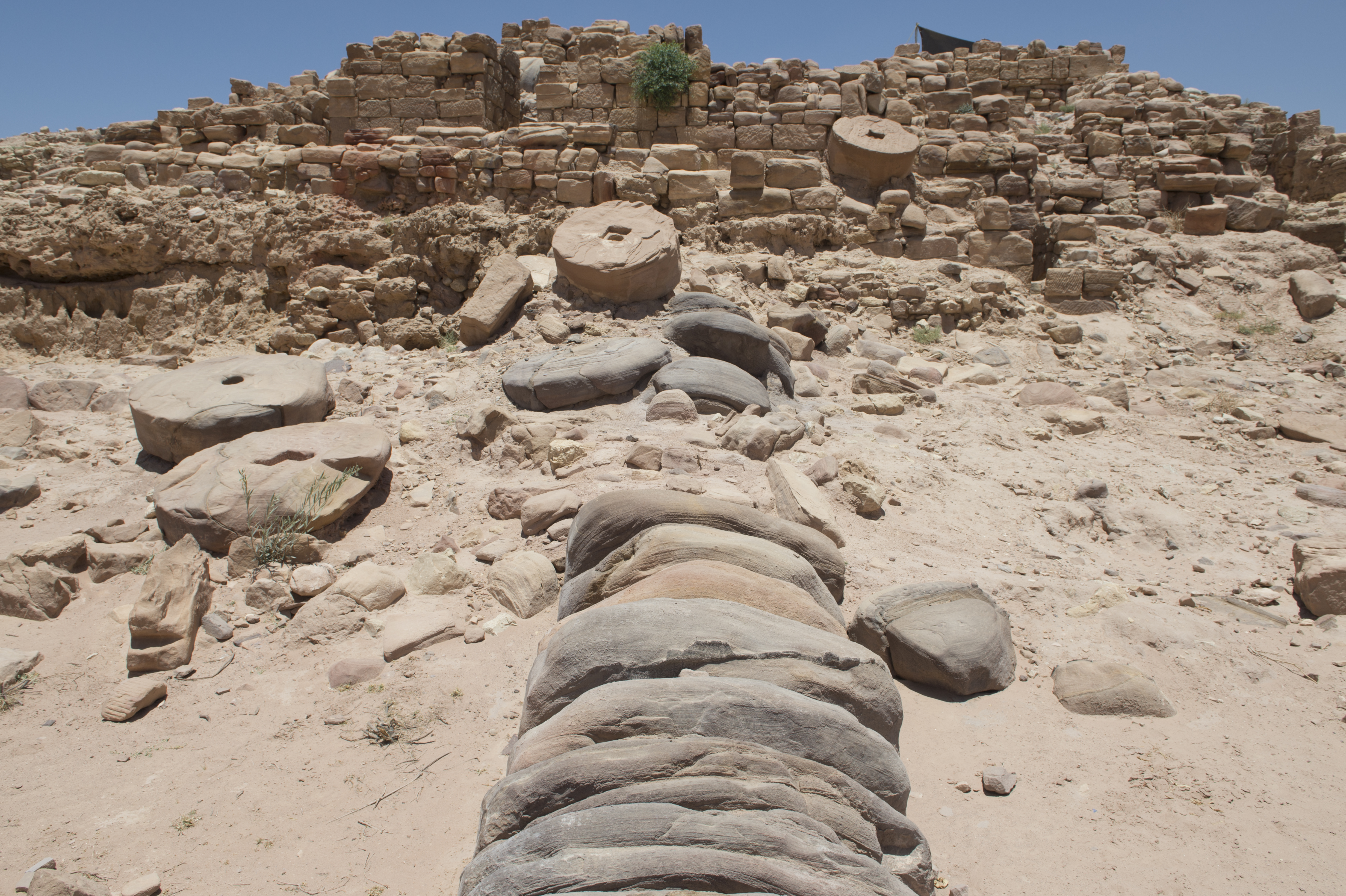
Chrám okřídlených lvů

- obelisková hrobka a triklinium v Báb As-Síku,
- fasádová ulici,
- hlavní obětiště Al-Mazbah,
- královské hrobky,
- velký chrám,
- Kasr Al-Bint,
- chrám okřídlených lvů,
- Petrský kostel,
- Al-Habis.